# Тайпан (колектив)
«Тайпан» — російський музичний колектив, заснований в 2009 році і що складається з музикантів Романа Сергєєва та Ільгіза Хуснетдінова.
Колектив набрав свою популярність у 2020 році на всіх музичних майданчиках, завдяки синглу «Луна не знает пути», спільну з Агундою Циріховою (англ. Agunda).

## Історія

### Sparta-Project
Роман Сергєєв, будучи студентом, грав у КВК, виступав як вокаліст на заходах. Він почав створювати електронні композиції, взявши собі сценічний псевдонім «DJ Romira». Деякий час Роман співпрацював з «DJ MEXX», музичним виконавцем із Санкт-Петербурга.
Музичний колектив був заснований у 2009 році, після цього на світ з'явився Sparta-Project. У проєкті брали участь 2 учасники: Роман Сергєєв та Юрій Богоутдінов. Кожен з учасників займався сольною кар'єрою, але через творчі розбіжності колектив розпався.

### Тайпан
У 2019 році два друга знову вирішили зайнятися музичною діяльністю, але під новим псевдонімом — «Тайпан». У ролі вокаліста взяли Сергія Агєєва. Першим треком колективу стала композиція «Мулая». Трек набрав на Youtube 7 тисяч переглядів, що швидко дало поштовх колективу для повного відродження. Потім з'явилися сингли: «Школа» та «Медіна». Популярність до колективу «Тайпан», прийшла після спільної творчості з дівчинкою з Владикавказу — Агундою Циріховою (англ. Agunda).

### Співпраця з Agunda
— Наша спільна творчість із Агундою почала прогресивно розвиватися. Головне, вірити та мріяти, ніколи не зупинятися на досягнутому, і тоді обов'язково все вийде!
— Роман Сергеев
У 2019 році 16-річна Агунда зв'язалася з Романом, щоб висловити власну думку про колектив, але заодно запропонувала оцінити кілька власних напрацювань. У тому ж році Роман Сергєєв спродюсував Агунду, попри невдоволення Юрія Богоутдінова, він все ж таки випустили спільний сингл «Луна не знает пути». Трек опинився на вершинах хіт-парадів. Надихнувшись успіхом, вони створили ще 2 сингли: «Ты одна» і «Корбаль».
У березні був викладений у мережу музичний кліп до синглу «Місяць не знає шляху». Спільний кліп на 2022 рік набрав понад 60 мільйонів переглядів на Youtube.

## Склад

### Нинішні учасники
- Роман Сергєєв — засновник колективу, музичний продюсер[84][85].
- Ільгіз Хуснетдінов — вокаліст[86].

### Колишні учасники
- Юрій Богоутдінов[87].
- Дмитро Ристіківі — вокаліст[86].
- Сергій Агєєв[88]
- Микита Макаров

## Судова справа
Сергій Агєєв та Юрій Богоутдінов подали судовий позов на творця колективу Романа Сергєєва, про «визнання Ліцензійних договорів недійсними та стягнення коштів». Вони вимагали від Романа по 100 тисяч рублів кожному з учасників. Інцидент стався після того, як Роман всього раз виплатив позивачам грошову винагороду, що належить за договором, доповнивши його якоюсь земельною ділянкою. При цьому Роман на основі оспорюваних договорів уклав з музичним лейблом «СПІЛКА М'ЮЗИК», договір на використання творів, внаслідок чого вже отримав грошову суму.
Судовий розгляд із цього приводу завершився. Судом ухвалено рішення про відмову в задоволенні заявлених позовних вимог у повному обсязі.

## Нагороди
- Мультиплатиновий музичний диск — «Луна не знает пути»[99].
- Платиновий музичний диск — «Ты одна».
- Платиновий музичний диск — «Набирай высоту».
- Платиновий музичний диск — «Корабль».
- Платиновий музичний диск — «Мерцают огни».
- Золотий музичний диск — «Битмейкер».
- Золотий музичний диск за найбільшу кількість продажів в Росії та СНД[100].
- Золотий музичний диск за велику кількість статусу продажів у Росії та СНД.
- Фіт року від Вконтакте[101].
- Пісня року від Вконтакте[102].

## Дискографія

### EP
| Назва       | Інформація                                                          | Примітка |
| ----------- | ------------------------------------------------------------------- | --- |
| «Пополам»   | - Реліз: 20 грудня 2020 - Лейбл: Taipan Music - Цифрова дистрибуція | \| * Трек-лист \| * Трек-лист \| * Трек-лист \| \| # \| Назва \| Тривалість \| \| ----------- \| ----------- \| ----------- \| \| 1. \| «Пополам» \| 2:58 \| \| 2. \| «Кайфуй» \| 2:53 \| \| 3. \| «Синий» \| 2:24 \| \| 4. \| «Люли» \| 2:22 \| \| 5. \| «Знаешь» \| \| \| 11. \| Untitled \| 2:54 \| \| 13:00 \| \| \| |
| * Трек-лист |                                                                     | |
| #           | Назва                                                               | Тривалість |
| 1.          | «Пополам»                                                           | 2:58 |
| 2.          | «Кайфуй»                                                            | 2:53 |
| 3.          | «Синий»                                                             | 2:24 |
| 4.          | «Люли»                                                              | 2:22 |
| 5.          | «Знаешь»                                                            | |
| 11.         | Untitled                                                            | 2:54 |
| 13:00       |                                                                     | |

### Сингли
| 2019                                         | «Ау»                   | —  | —   | — | цифровий сингл |  |
| 2019                                         | «Медина»               | —  | —   | — | цифровий сингл |  |
| 2019                                         | «Детство»              | —  | —   | — | цифровий сингл |  |
| 2019                                         | «Пьяный»               | —  | —   | — | цифровий сингл |  |
| 2019                                         | «Школа»                | —  | —   | — | цифровий сингл |  |
| 2020                                         | «Луна не знает пути»   | 6  | 103 | 4 | цифровой сингл |  |
| 2020                                         | «Дипчик»               | —  | —   | — | цифровий сингл |  |
| 2020                                         | «Ты одна»              | 12 | 6   | 9 | цифровий сингл |  |
| 2020                                         | «Корабль»              | —  | —   | — | цифровий сингл |  |
| 2020                                         | «Всё о ней»            | —  | —   | — | цифровий сингл |  |
| 2020                                         | «Набирай высоту»       | —  | —   | — | цифровий сингл |  |
| 2020                                         | «Кубик Рубик»          | —  | —   | — | цифровий сингл |  |
| 2020                                         | «Сладкая фанта»        | —  | —   | — | цифровий сингл |  |
| 2020                                         | «Новый год»            | —  | —   | — | цифровий сингл |  |
| 2020                                         | «ММденс»               | —  | —   | — | цифровий сингл |  |
| 2020                                         | «Лунная»               | —  | —   | — | цифровий сингл |  |
| 2020                                         | «Опиум»                | —  | —   | — | цифровий сингл |  |
| 2020                                         | «Диско»                | —  | —   | — | цифровий сингл |  |
| 2020                                         | «Вижен»                | —  | —   | — | цифровий сингл |  |
| 2020                                         | «Надоела»              | —  | —   | — | цифровий сингл |  |
| 2020                                         | «Хулиган»              | —  | —   | — | цифровий сингл |  |
| 2020                                         | «Падала звезда»        | —  | —   | — | цифровий сингл |  |
| 2020                                         | «ДИСКОТЕКА»            | —  | —   | — | цифровий сингл |  |
| 2020                                         | «Не догоняй»           | —  | —   | — | цифровий сингл |  |
| 2020                                         | «Пьяные»               | —  | —   | — | цифровий сингл |  |
| 2020                                         | «Забудь всё»           | —  | —   | — | цифровий сингл |  |
| 2021                                         | «Малолетка»            | —  | —   | — | цифровий сингл |  |
| 2021                                         | «Ты моя»               | —  | —   | — | цифровий сингл |  |
| 2021                                         | «Дождись»              | —  | —   | — | цифровий сингл |  |
| 2021                                         | «Мерцают огни»         | —  | —   | — | цифровий сингл |  |
| 2021                                         | «Дым и Яд»             | —  | —   | — | цифровий сингл |  |
| 2021                                         | «Королева Роллс Ройс»  | —  | —   | — | цифровий сингл |  |
| 2021                                         | «Битмейкер»            | —  | —   | — | цифровий сингл |  |
| 2021                                         | «Не нравится твой сон» | —  | —   | — | цифровий сингл |  |
| 2021                                         | «Мама»                 | —  | —   | — | цифровий сингл |  |
| 2021                                         | «Выпускной»            | —  | —   | — | цифровий сингл |  |
| 2021                                         | «Свела с ума»          | —  | —   | — | цифровий сингл |  |
| 2021                                         | «Мало страсти»         | —  | —   | — | цифровий сингл |  |
| 2021                                         | «Айс»                  | —  | —   | — | цифровий сингл |  |
| 2021                                         | «Нам так мало лет»     | —  | —   | — | цифровий сингл |  |
| 2021                                         | «Комета»               | —  | —   | — | цифровий сингл |  |
| 2021                                         | «Лунный свет»          | —  | —   | — | цифровий сингл |  |
| 2021                                         | «Саншай»               | —  | —   | — | цифровий сингл |  |
| 2021                                         | «Парень молодой»       | —  | —   | — | цифровий сингл |  |
| 2021                                         | «Белая птица»          | —  | —   | — | цифровий сингл |  |
| 2021                                         | «AMG»                  | —  | —   | — | цифровий сингл |  |
| 2021                                         | «Сколько выпила ты»    | —  | —   | — | цифровий сингл |  |
| 2021                                         | «Не вернусь»           | —  | —   | — | цифровий сингл |  |
| 2021                                         | «Ураган»               | —  | —   | — | цифровий сингл |  |
| 2021                                         | «Мандаринка»           | —  | —   | — | цифровий сингл |  |
| 2021                                         | «Не хочу»              | —  | —   | — | цифровий сингл |  |
| 2022                                         | «With Me»              | —  | —   | — | цифровий сингл |  |
| 2022                                         | «Братик»               | —  | —   | — | цифровий сингл |  |
| 2022                                         | «Половина моя»         | —  | —   | — | цифровий сингл |  |
| 2022                                         | «Там, где дождь»       | —  | —   | — | цифровий сингл |  |
| 2022                                         | «Пацан с района»       | —  | —   | — | цифровий сингл |  |
| 2022                                         | «Бандана»              | —  | —   | — | цифровий сингл |  |
| 2022                                         | «Музыка»               | —  | —   | — | цифровий сингл |  |
| 2022                                         | «Lonely»               | —  | —   | — | цифровий сингл |  |
| «—» означає, що пісня була відсутня в чарті. |                        |    |     |   |                |  |

## Участь у релізах інших виконавців
| Рік  | Артист  | Назва                | Лейбл        |
| ---- | ------- | -------------------- | ------------ |
| 2020 | Agunda  | «Луна не знает пути» | Союз Мьюзік  |
| 2021 | MorozKa | «Белая птица»        | Taipan Music |

## Річні чарти
| Пісня                                        | Чарт (2020)                                | Місце | Іст.    |
| -------------------------------------------- | ------------------------------------------ | ----- | ------- |
| Тайпан (feat. Agunda) — «Луна не знает пути» | TopHit Radio & YouTube — Top Year-End Hits | 6     | [ 103 ] |
| Тайпан (feat. Agunda) — «Луна не знает пути» | TopHit YouTube — Top Year-End Hits         | 4     | [ 103 ] |
| Тайпан (feat. Agunda) — «Луна не знает пути» | Shazam — Top Year-End Hits                 | 1     | [ 80 ]  |

## Відеографія
| № | Рік  | Кліп                                                   | Режисер       | Альбом            |
| - | ---- | ------------------------------------------------------ | ------------- | ----------------- |
| 1 | 2020 | «Луна не знает пути» на YouTube (Agunda за уч. Тайпан) | Роман Сергеев | Неальбомний сингл |